# نطاقات
نطاقات هو مبادرة من وزارة العمل السعودية لتقييم المنشئآت العاملة في السوق السعودي حسب عدد المواطنين السعوديين العاملين فيها. ويصنف نطاقات المنشئآت إلى أربعة مستويات: بلاتيني أخضر، أصفر وأحمر. ويقسم نطاقات المنشئآت إلى قسمين أساسيين: المنشئآت ذات عمالة أقل من 10 والمنشئآت ذات العمالة أكثر من 10. في الأولى يشترط وجود مواطن واحد فقط لتعطى المنشأة مميزات مبادرة نطاقات. وفي الثانية تشترط نسب توطين مختلفة. وقد بدأ تطبيق الحوافز للمنشئآت ذات نسبة العمالة الوطنية الأعلى في 26 نوفمبر2014.
وقسم نطاقات المنشئآت العاملة إلى 45 نشاطاً إقتصادياً مختلفاً بحيث تختلف نسب العمالة الوطنية المطلوبة حسب النشاط وحسب حجم المنشأة أيضاً. ولايزال برنامج نطاقات خاضع للدراسة من حيث تقسيم نشاطات المنشئآت.

## نطاقات الأجور
في مارس 2013 تم التعديل على نظام نطاقات بحيث يقنن احتساب العمالة الوطنية في نطاقات باحتساب العامل الوطني الواحد إذا كان دخله الشهري يساوي 3 آلاف ريال سعودي ويقل تدريجياً ليحسب بنصف عامل وطني إذاً كان دخله 1500 ريال سعودي ولايحسب العامل الوطني إذا كان دخله الشهري أقل من 1500 ريال.

## المتوسط المتحرك
في مبادرة نطاقات بتم احتساب العامل الوطني في نسبة التوطين على أساس المتوسط المتحرك على مدى 13 أسبوع (3 أشهر) ليتم التاكد من ثبات الموظف السعودي بعد انتهاء فترة التجربة حسب قانون العمل السعودي.

## آراء مختلفة
بالرغم أن بعض التقارير تشير إلى نجاح مبادرة نطاقات في توجيه المنشئآت السعودية نحو توظيف المواطنين إلا أنه هناك من يقول أن مبادرة نطاقات فشلت في تحقيق الهدف منها. فتقول تقارير وزارة العمل أنه تم إضافة أكثر من 400 ألف عامل سعودي لسوق العمل خلال أقل من سنة من إطلاق برنامج نطاقات،  بينما يقول بعض المختصين أن نطاقات يشجع على توظيف الموطنين في الوظائف الدنيا. ويقول سليمان الحميد الرئيس السابق للمؤسسة العامة للتأمينات الاجتماعية أن برنامج نطاقات هو من أوجد مشكلة التوظيف الوهمي للسعوديين بغرض الحصول على مستويات أعلى في نطاقات وبالتالي الحصول على حوافز أكثر